# Commiphora truncata
Commiphora truncata är en tvåhjärtbladig växtart som beskrevs av Adolf Engler. Commiphora truncata ingår i släktet Commiphora och familjen Burseraceae. Inga underarter finns listade i Catalogue of Life.